# Uniswap
Uniswap – это децентрализованный финансовый протокол, используемый для обмена криптовалют. Uniswap это и название компании, которая изначально разработала данный протокол. Протокол облегчает автоматические транзакции между токенами криптовалют в блокчейне Ethereum за счёт использования смарт-контрактов. По состоянию на октябрь 2020 года, Uniswap считалась крупнейшей децентрализованной биржей и четвёртой по величине криптовалютной биржей в целом по ежедневному объёму торгов. В марте 2021 года Uniswap ежедневно генерировал комиссию в размере около $ 2-3 миллионов для поставщиков ликвидности.

## История
Сервис Uniswap был создан 2 ноября 2018 г. Хайденом Адамсом, бывшим инженером-механиком Siemens.
Компания Uniswap получила инвестиции от венчурных компаний, включая Andreessen Horowitz, Paradigm Venture Capital, Union Square Ventures LLC и ParaFi. В октябре 2020 года средний дневной объём торгов Uniswap составлял 220 миллионов долларов США.
Первая версия протокола Uniswap была опубликована в ноябре 2018 года в качестве доказательства концепции AMM (Automated Market Makers). Вторая версия была запущена в мае 2020 года, а третья версия была запущена в мае 2021 года, предлагая новые возможности для распределения ликвидности в определённом ценовом диапазоне.
В апреле 2020 года веб-сайт Uniswap был временно закрыт после того, как хакеры безуспешно пытались использовать уязвимость, связанную с повторным входом на бирже, для кражи средств пользователей.

## Обзор
Uniswap — децентрализованный финансовый протокол используемый для обмена криптовалют; он работает в децентрализованных блокчейн сетях с открытым исходным кодом. В этом отличие от криптовалютных бирж, которыми управляют централизованные компании, такие как Coinbase, Binance и OKEx.
Изменения в протоколе принимаются путём голосования владельцев токена управления под названием UNI, а затем реализуются командой разработчиков. Изначально монеты UNI распространялись среди первых пользователей протокола. Так каждый пользователь с кошельком в сети Ethereum, который воспользовался Uniswap до 1 сентября 2020 года, получил 400 токенов UNI (что на тот момент составляло примерно 1400 долларов). Рыночная капитализация токена UNI составляет более $ 500 миллионов по состоянию на октябрь 2020 г.

## Протокол
Uniswap использует пулы ликвидности, а не выступает в качестве маркет-мейкера, в отличие от централизованных бирж, с целью создания более эффективных рынков. Физические лица и боты, называемые «поставщиками ликвидности», обеспечивают ликвидность биржи, добавляя пару токенов к смарт-контракту, который может быть куплен и продан другими пользователями. Взамен поставщикам ликвидности предоставляется процент от торговых сборов, заработанных для этой торговой пары. Для каждой сделки определённое количество токенов удаляется из пула, тем самым изменяя цену.